# Saint-Herblon
Saint-Herblon era una comuna francesa situada en el departamento de Loira Atlántico, de la región de Países del Loira, que el uno de enero de 2016 pasó a ser una comuna delegada de la comuna nueva de Vair-sur-Loire al unirse con la comuna de Anetz.

## Demografía
| Gráfica de evolución demográfica de Saint-Herblon entre 1800 y 2013 |
|                                                                     |

Los datos demográficos contemplados en este gráfico de la comuna de Saint-Herblon se han cogido de 1800 a 1999 de la página francesa EHESS/Cassini, y los demás datos de la página del INSEE.